# ام تینی
ام تینی (به عربی: أم تینی) یک روستا در سوریه است که در ناحیه سنجار واقع شده‌است. ام تینی ۷۰۱ نفر جمعیت دارد.